# Louise Allen
Pour les articles homonymes, voir Allen.
Louise Allen (née en 1949) est une autrice britannique de romances.

## Biographie
Melanie Hilton est née en 1949 dans le Norfolk, au Royaume-Uni. Diplômée en géographie et archéologie, elle vit dans le Bedfordshire avec son mari. Elle entame une carrière de romancière en 1993 en collaborant avec une amie sous le pseudonyme de Francesca Shaw. Puis, elle se lance seule sous le nom de Louise Allen. En 2011, sa romance historique Prisonnière du pirate gagne le prix de l'histoire d'amour de l'année de la Romantic Novelists' Association (en).

## Œuvre

### Sous le pseudonyme de Francesca Shaw (en collaboration avec une amie)

#### Romances historiques
- L'héritier imprévu, Harlequin, 1993 ((en) Master of Winterbourne, 1993)Publié dans la collection Royale n°209
- (en) Miss Weston's Masquerade, 1994Inédit en France
- Une jeune fille compromise, Harlequin, 1996 ((en) A Compromised Lady, 1995)Publié dans la collection Royale n°243
- Les caprices d'Antonia, Harlequin, 1998 ((en) The Unconventional Miss Dane, 1997)Publié dans la collection Royale n°270
- Une fugitive étreinte, Harlequin, 1999 ((en) The Admiral's Daughter, 1999)Publié dans la collection Royale n°286
- Le cousin de Jamaïque, Harlequin, 2000 ((en) The Youngest Dowager, 2000)Publié dans la collection Royale n°303
- (en) A Scandalous Lady, 2002Inédit en France
- (en) The Rebellious Bride, 2002Inédit en France
- (en) Lord of Scandal, 2007Inédit en France

### Sous le pseudonyme de Louise Allen

#### Série Ces scandaleux Ravenhurst
1. (en) The Dangerous Mr Ryder, 2008Inédit en France
2. Audacieuse lady Belinda, Harlequin, 2009 ((en) The Outrageous Lady Felsham, 2008)Publié dans la collection Les Historiques n°458
3. (en) The Shocking Lord Standon, 2008Inédit en France
4. Le mystérieux Lord Ravenhurst, Harlequin, 2011 ((en) The Disgraceful Mr Ravenhurst, 2009)Publié dans la collection Les Historiques n°508
5. Un choix irrévérencieux, Harlequin, 2010 ((en) The Notorious Mr Hurst, 2009)Publié dans la collection Les Historiques n°481
6. Prisonnière du pirate, Harlequin, 2011 ((en) The Piratical Miss Ravenhurst, 2009)Publié dans la collection Les Historiques n°520

#### Série Les sœurs Shelley
1. Le frisson de la passion, Harlequin, 2011 ((en) Practical Widow to Passionate Mistress, 2010)Publié dans la collection Les Historiques n°530
2. Un délicieux compromis, Harlequin, 2011 ((en) Vicar's Daughter to Viscount's Lady, 2010)Publié dans la collection Les Historiques n°534
3. Le secret d'une rose, Harlequin, 2011 ((en) Innocent Courtesan to Adventurer's Bride, 2010)Publié dans la collection Les Historiques n°538

#### Série Danger & Desire
1. La rose du Bengale, Harlequin, 2013 ((en) Ravished by the Rake, 2011)Publié dans la collection Les Historiques n°588
2. Prisonnière du capitaine, Harlequin, 2013 ((en) Seduced by the Scoundrel, 2011)Publié dans la collection Les Historiques n°601
3. Une proposition inconvenante, Harlequin, 2013 ((en) Married to a Stranger, 2011)Publié dans la collection Les Historiques n°594

#### Série Silk & Scandal (auteurs multiples)
- (en) The Lord and the Wayward Lady, 2010Inédit en France
- (en) The Officer and the Proper Lady, 2010Inédit en France

#### Romances diverses
- Un secret d’alcôve, Harlequin, 2006 ((en) One night with a rake, 2003)Publié dans la collection Les Historiques n°328
- (en) The Earl's Intended Wife, 2004Inédit en France
- (en) The Society Catch, 2004Inédit en France
- (en) A Model Débutante, 2005Inédit en France
- (en) The Marriage Debt, 2005Inédit en France
- (en) Moonlight and Mistletoe, 2005Inédit en France
- (en) The Viscount's Betrothal, 2006Inédit en France
- (en) The Bride's Seduction, 2006Inédit en France
- Un carnet de bal, Harlequin, 2007 ((en) Not Quite a Lady, 2006)Publié dans la collection Les Historiques n°388
- (en) A Most Unconventional Courtship, 2007Inédit en France
- (en) No Place for a Lady, 2007Inédit en France
- L'esclave et le barbare, Harlequin, 2009 ((en) Virgin Slave, Barbarian King, 2007)Publié dans la collection Les Historiques n°463
- (en) Forbidden Jewel of India, 2012Inédit en France
- (en) Tarnished Among the Ton, 2013Inédit en France
- Nuit d’Orient, Harlequin, 2008 ((en) Desert rake, 2007)Publié dans la collection Coup de cœur n°86

#### Novellas
- (en) A Mistletoe Masquerade, 2008Inédit en France